# Quỳnh Dao
Quỳnh Dao (tiếng Trung: 瓊瑤; 20 tháng 4 năm 1938 – 4 tháng 12 năm 2024), bút danh của Trần Triết (陳喆), là nhà văn, nhà biên kịch, nhà sản xuất phim người Đài Loan. Bà thường được coi là tiểu thuyết gia lãng mạn nổi tiếng nhất trong cộng đồng nói tiếng Trung. Các tiểu thuyết của bà đã được chuyển thể thành hơn 100 bộ phim điện ảnh và phim truyền hình. Bà chuyên về tiểu thuyết diễm tình dành cho độc giả nữ, tập truyện ngắn đầu tay mang tên Ngoài khung cửa sổ ra đời trong khoảng thời gian bà tốt nghiệp trung học và dự thi vào đại học nhưng không thành công.
Các tác phẩm của bà được dịch và xuất bản rộng rãi ở Việt Nam từ cuối thập niên 1960.

## Tiểu sử

### Tuổi thơ
Quỳnh Dao tên thật là Trần Triết sinh ra tại Thành Đô, Tứ Xuyên, Trung Quốc trong gia đình có em trai song sinh và hai người em 1 trai, 1 gái. Em gái là Trần Cẩm Xuân (陳錦春), tiến sĩ ngành vật lý hạt nhân của Đại học Wisconsin (Mỹ), từng cùng chồng là Trần Tráng Phi thành lập một công ty, khách hàng là Cục khí tượng của các nước trên khắp thế giới. Lúc nhỏ thành tích học tập của Quỳnh Dao không bằng em gái mình, điều này khiến bà rất tự ti, mãi đến khi tốt nghiệp trung học và trở thành nhà văn nổi tiếng, bà mới có lòng tin vào bản thân.
Cha bà là Trần Trí Bình, giáo sư Sử học tại trường Đại học Quốc lập Sư phạm còn mẹ là môn đệ thư hương. Quỳnh Dao sinh ra trong cảnh chiến tranh, và những hình ảnh khói lửa đó đã lưu lại trong tâm hồn bà nhiều ấn tượng sâu đậm.
Cụ ngoại Quỳnh Dao là một thầy thuốc nổi tiếng cuối đời Thanh và rất ghét tư tưởng phong kiến hủ bại với quan niệm lạc hậu "con gái không tài mới là đức". Vì vậy, cụ chủ trương phải cho con gái được học hành đến nơi đến chốn. Lớn lên, mẹ và các dì Quỳnh Dao đều có tài nghệ riêng và sự nghiệp vững vàng. Dì cả Viên Hiểu Viên là nhà ngoại giao đầu tiên của Trung Quốc, dì tư Viên Tịnh sinh thời là một nhà văn nổi tiếng, mẹ bà cũng là nhà văn tài hoa. Có thể nói năng khiếu sáng tác của Quỳnh Dao được thừa hưởng từ mẹ.
Năm 1945 khi Quỳnh Dao lên 7, cuộc kháng chiến của Trung Quốc bước vào giai đoạn khốc liệt nhất, bà theo cha mẹ từ Hồ Nam đến Tứ Xuyên lánh nạn, nương tựa ở nhà một người dì. Thời điểm đó, hai vợ chồng người dì mở một trường trung học dân lập tên là Lô Nam và Quỳnh Dao đã theo học tại đó, còn mẹ bà thì làm giáo viên. Cũng trong thời gian này, mẹ bà phát hiện ra năng khiếu văn thơ của con gái và bà bắt đầu dạy Quỳnh Dao học thơ Đường. Đó là lần đầu tiên Quỳnh Dao tiếp xúc với văn học và cảm nhận được sức lôi cuốn của nó. Từ đó, bà bắt đầu đi sâu khám phá về lĩnh vực này.

### Thời niên thiếu
Năm 1949 Quỳnh Dao theo cha mẹ di cư tới Đài Loan, đến năm 1958 mới có dịp trở lại Bắc Kinh gặp lại những người thân. Tại Đài Loan, Quỳnh Dao học tại trường tiểu học thuộc trường Sư phạm Đài Bắc và Trung học cao cấp nữ sinh số 1 Đài Bắc.
Thời trung học, bà là một học trò luôn làm cho các giáo viên phải đau đầu, cha mẹ phải lo phiền. Vì bà chỉ dành tâm trí vào môn Trung văn và có vẻ lơ là đối với các môn khác. Ngoài ra, bà còn có những ý nghĩ, những lý luận kỳ quái. Thường thường, bà hay phản đối giáo sư về đủ các chuyện và bất mãn về chế độ giáo dục thời đó. Vốn đa sầu, đa cảm, bà hay trầm tư và mê đắm trong ảo tưởng. Nhiều khi các giáo sư phải lắc đầu, bó tay trước những câu hỏi oái oăm, móc mấy của bà. Cả cha mẹ cũng lấy làm khó chịu về thái độ khác thường của bà. Có lúc bà còn hoài nghi cả sinh mệnh lẫn các giá trị sống, tình cảm và nhiều thứ khác.
Sau khi tốt nghiệp bậc cao trung, Quỳnh Dao có dự hai kỳ thi chuyên khoa trường đại học nhưng lần nào cũng trượt. Đây thực sự là một vết thương lòng của Quỳnh Dao. Chính vì sự thất bại đó nên đã khích lệ bà chuyên tâm vào việc sáng tác để tìm lại cái bản ngã tưởng chừng đã bị nền giáo dục lúc ấy kìm nén.

## Sự nghiệp
Ngay từ nhỏ, Quỳnh Dao đã mơ ước trở thành nhà biên kịch, cứ mỗi lần xem xong một vở kịch, bà lại cầm bút viết. Kịch bản đầu tay của Quỳnh Dao chỉ có một cảnh và hai nhân vật, kể về những nhân vật chính là cha mẹ của bà, và lời thoại thì lấy từ những chi tiết nhỏ nhặt thường ngày trong gia đình.
Năm 16 tuổi, bà viết bộ tiểu thuyết đầu tay "Vân ảnh". Năm 24 tuổi, viết gần 100 tập truyện ngắn, hai bộ tiểu thuyết "Tầm mộng viện" và "Hạnh vân thảo". Năm 1963, tác phẩm Song ngoại được phát hành rộng rãi, đánh dấu bước khởi nghiệp của bà. Đến nay bà đã sáng tác 56 bộ tiểu thuyết, trong đó 17 bộ dựng thành phim truyền hình và điện ảnh.
Năm 1966, bà chọn tác phẩm "Kỷ độ tịch dương hồng" chuyển thể lên màn ảnh rộng. Bộ phim này đã lăng xê thành công tên tuổi của diễn viên Chân Trân. Năm 1975, cơn sốt bộ phim "Bên dòng nước" giúp Quỳnh Dao nổi tiếng và khẳng định được vị trí trên thị trường phim ảnh Đài Loan. Những năm của thập kỷ 80, ngoài các tiểu thuyết, bà còn xuất bản những tập danh ngôn về tình yêu.
Năm 1964, bà bắt đầu viết và xuất bản những cuốn tiểu thuyết tình cảm lãng mạn đầu tiên như Song ngoại và Thố Ty Hoa. Năm 1968, bà thành lập công ty Hỏa Ô, sản xuất hai bộ phim đầu tiên là Nguyệt Mãn Tây Lâu và Mạch Sanh Nhân (dựa theo tác phẩm Hạnh Vân Thảo). Năm 1976, bà thành lập công ty Cự Tinh.
Đến năm 1986, bà sản xuất loạt phim truyền hình dựa theo tiểu thuyết Kỷ Độ Tịch Dương Hồng. Năm 1988, bà trở về thăm quê hương Trung Quốc đại lục sau gần 40 năm. Việc này đã tạo cảm hứng cho bà sáng tác và xuất bản Tuyết Kha, cuốn tiểu thuyết cổ trang đầu tiên của bà.

## Đời tư
Năm 1959, bà lập gia đình với một nhà văn khi mới 21 tuổi và có một con trai. Sau khi bà trở nên nổi tiếng hơn chồng mình, cuộc hôn nhân của họ tan vỡ và kết thúc bằng cuộc ly hôn vào năm 1964. Năm 1979, bà kết hôn lần thứ hai với ông Bình Hâm Đào từng là tổng biên tập của tạp chí Hoàng Quán. Sau khi ông bị đột quỵ và mất gần như toàn bộ khả năng giao tiếp, Quỳnh Dao đã cãi nhau với các con kế của bà về việc có nên tiếp tục đặt nội khí quản cho ông hay không. Ông qua đời vào ngày 23 tháng 5 năm 2019, hưởng thọ 92 tuổi.

## Cái chết
Vào ngày 4 tháng 12 năm 2024, Quỳnh Dao được phát hiện là đã chết với một lá thư tuyệt mệnh tại nơi ở của bà tại quận Đạm Thủy, thành phố Tân Bắc, Đài Loan. Cảnh sát địa phương xác nhận rằng đây là một vụ tự sát. Trong bức thư tuyệt mệnh, bà mô tả sự ra đi của mình là "nhẹ nhàng", bày tỏ mong muốn tránh khỏi sự đau khổ của bệnh tật và viết rằng "Tôi đã thực sự sống, chưa bao giờ lãng phí đời mình". Bà hưởng thọ 86 tuổi.

## Tác phẩm
- Song Ngoại (1963)
- Hạnh Vân Thảo (1964)
- Lục Cá Mộng (1964)
- Thố Ty Hoa (1964)
- Dòng Sông Ly Biệt (Yên Vũ Mông Mông – 1964)
- Triều Thanh (1964)
- Kỷ Độ Tịch Dương Hồng (1964)
- Thuyền (1965)
- Nguyệt Mãn Tây Lâu (1966)
- Hàn Yên Thúy (1966)
- Tử Bối Xác (1966)
- Tiễn Tiễn Phong (1967)
- Thái Vân Phi (1968)
- Xóm Vắng hay Vườn rộng sân sâu (Đình Viện Thâm Thâm – 1969)
- Tinh Hà (1969)
- Thủy Linh (1971)
- Hồ ly trắng (Bạch Hồ – 1971)
- Hải Âu Phi Xứ (1972)
- Băng Nhi (1985)
- Tuyết Kha (1990)
- Hoàn Châu cách cách (1999)
- Đoạn Cuối Cuộc Tình (tháng 8, 2006)
- Không phải hoa chẳng phải sương (2013)
- Tương tư Thảo
- Bên Bờ Quạnh Hiu

## Chuyển thể
- Xóm vắng 1971 (Dương Quần, Quy Á Lôi) (bản điện ảnh)
- Mùa thu lá bay 1973 (Đặng Quang Vinh, Chân Trân) (bản điện ảnh)
- Hải âu phi xứ 1974 (Đặng Quang Vinh, Chân Trân) (bản điện ảnh)
- Bên dòng nước 1975 (Lâm Thanh Hà, Tần Hán) (bản điện ảnh)
- Tình buồn 1985 (Lưu Tuyết Hoa, Tần Hán)
- Dòng sông ly biệt 1986 (Tần Hán, Lưu Tuyết Hoa)
- Xóm vắng – 1987, Đài Loan (Lưu Tuyết Hoa, Tần Hán)
- Bên dòng nước 1988 (Tần Hán, Lưu Tuyết Hoa)
- Hải âu phi xứ 1989 (Tần Hán, Lưu Tuyết Hoa)
- Nỗi lòng thấu trời xanh 1998 (Tưởng Cần Cần (Thủy Linh), Độ Tông Hoa, Chu Ân, Tiêu Ân Tuấn, Lưu Đức Khải
- Hoàn Châu cách cách 1997-2003, do bà kịch bản nội dung và kịch bản phim
- Tân dòng sông ly biệt 2001 (Triệu Vy, Cổ Cự Cơ, Lâm Tâm Như, Tô Hữu Bằng)
- Không phải hoa chẳng phải sương 2013 (Lý Thạnh, Trương Duệ, Lâm Tâm Như)
- Trâm hoa mai 1993 (Trần Đức Dung, Mã Cảnh Đào)
- Người chồng ma 1993 (Nhạc Linh, Lý Chí Hy)
- Thủy Vân Giang 1993 (Mã Cảnh Đào, Trần Đức Dung, Trần Hồng)
- Tân Nguyệt cách cách 1994 (Nhạc Linh vai Tân Nguyệt, Lưu Đức Khải vai Nộ Đại Hải)
- Yên tỏa trùng lâu 1994 (Lưu Tuyết Hoa, Chung Trấn Đào)
- Uyển Quân – 1990 (Du Tiểu Phàm, Trương Bội Hoa, Từ Nãi Lân, Thi Vũ)
- Người vợ câm 1990 (Lưu Tuyết Hoa, Lâm Thụy Dương, Triệu Vĩnh Hinh, Kim Siêu Quần)
- Ba đóa hoa 1990 (Lưu Tuyết Hoa, Du Tiểu Phàm, Kim Tố Mai, Trương Bội Hoa, Từ Nãi Lân)
- Tuyết Kha 1991 (Lưu Tuyết Hoa, Trương Bội Hoa, Mã Cảnh Đào)
- Ngọn cỏ ven sông 1992 (Mã Cảnh Đào, Quy Á Lôi, Nhạc Linh, Lý Thiên Trụ)
- Một thoáng mộng mơ 1996 (Tiêu Tường, Trần Đức Dung, Lâm Thụy Dương, Lưu Đức Khải – tái bản năm 2007 với Phương Trung Tín, Tần Lam, Trương Gia Nghê, Bảo Kiếm Phong)
- Tân Hoàn Châu cách cách 2011